# 芦屋站 (JR西日本)
蘆屋站（日语：／ Ashiya eki */?）是一個位於兵庫縣蘆屋市船戶町，屬於西日本旅客鐵道（JR西日本）東海道本線的鐵路車站。「JR神戶線」的愛稱路段內，新快速的停靠站。此站與阪神電鐵的同名車站之步行距離約1公里。
1996年10月1日啟用的甲南山手站（甲南山手）與2007年3月18日啟用的櫻花夙川站（さくら夙川），兩個相鄰車站皆為國鐵分割民營化後新設的車站。

## 車站結構
島式月台2面4線（可對應12節編組），並設有1條通過線的2面6線地面車站，設有跨站式站房。

### 月台配置
| 月台 | 路線     | 目的地               | 備註                       |
| ---- | -------- | -------------------- | -------------------------- |
| 1    | JR神戶線 | 尼崎、大阪、京都方向 | 新快速、普通、部分快速列車 |
| 2    | JR神戶線 | 尼崎、大阪、京都方向 | 快速、普通                 |
| 3    | JR神戶線 | 西明石、姬路方向     | 快速、普通                 |
| 4    | JR神戶線 | 西明石、姬路方向     | 新快速、普通、部分快速列車 |

### 配線圖
| ← 尼崎、大阪、 京都、京橋 方向 | JR西日本 蘆屋站 鐵道配線略圖 | → 三之宮、西明石 、姬路、岡山 方向 |
| 图例 参考文献：* 參考以下制作。 ** 「JR西日本 東海道本線 米原－神戸間 線路配線略図」、「特集 東海道本線2」、『鉄道ファン』、 第48巻1号（通巻第561号） 2008年1月号、折込、交友社、2008年。 ** JR西日本公式ホームページ JRおでかけネット - 芦屋駅 － 構内図 |                              |                                    |

## 使用情況
2018年度1日平均上車人次為28,049人。JR西日本車站排行第31位。蘆屋市內使用人數最多。
近年的1日平均上車人次如下表。
| 年度               | 1日平均上車人次 | 1日平均上車人次 |
| 年度               | 總數            | 定期            |
| ------------------ | --------------- | --------------- |
| 1995年（平成07年） | 31,456          | 18,369          |
| 1996年（平成08年） | 28,973          | 17,070          |
| 1997年（平成09年） | 28,068          | 16,839          |
| 1998年（平成10年） | 28,131          | 16,856          |
| 1999年（平成11年） | 27,999          | 16,698          |
| 2000年（平成12年） | 28,231          | 16,743          |
| 2001年（平成13年） | 28,513          | 16,911          |
| 2002年（平成14年） | 28,479          | 16,901          |
| 2003年（平成15年） | 28,779          | 17,105          |
| 2004年（平成16年） | 29,350          | 17,853          |
| 2005年（平成17年） | 29,878          | 18,431          |
| 2006年（平成18年） | 30,493          | 18,788          |
| 2007年（平成19年） | 30,690          | 18,954          |
| 2008年（平成20年） | 30,408          | 18,870          |
| 2009年（平成21年） | 29,084          | 18,302          |
| 2010年（平成22年） | 28,697          | 18,031          |
| 2011年（平成23年） | 28,628          | 18,029          |
| 2012年（平成24年） | 28,669          | 17,857          |
| 2013年（平成25年） | 29,042          | 18,081          |
| 2014年（平成26年） | 28,289          | 17,703          |
| 2015年（平成27年） | 28,481          | 17,888          |
| 2016年（平成28年） | 28,270          | 17,800          |
| 2017年（平成29年） | 28,355          | 17,857          |
| 2018年（平成30年） | 28,049          |                 |

## 相鄰車站
西日本旅客鐵道
 JR神戶線（東海道本線）
■新快速
尼崎（JR-A49）－蘆屋（JR-A54）－三之宮（JR-A61）
■快速
西宮（JR-A52）－蘆屋（JR-A54）－住吉（JR-A57）
■普通
櫻花夙川（JR-A53）－蘆屋（JR-A54）－甲南山手（JR-A55）

## 外部連結
- 蘆屋｜車站資訊：JR出門網 - 西日本旅客鐵道